# Chrám Zvěstování (Kazaň)

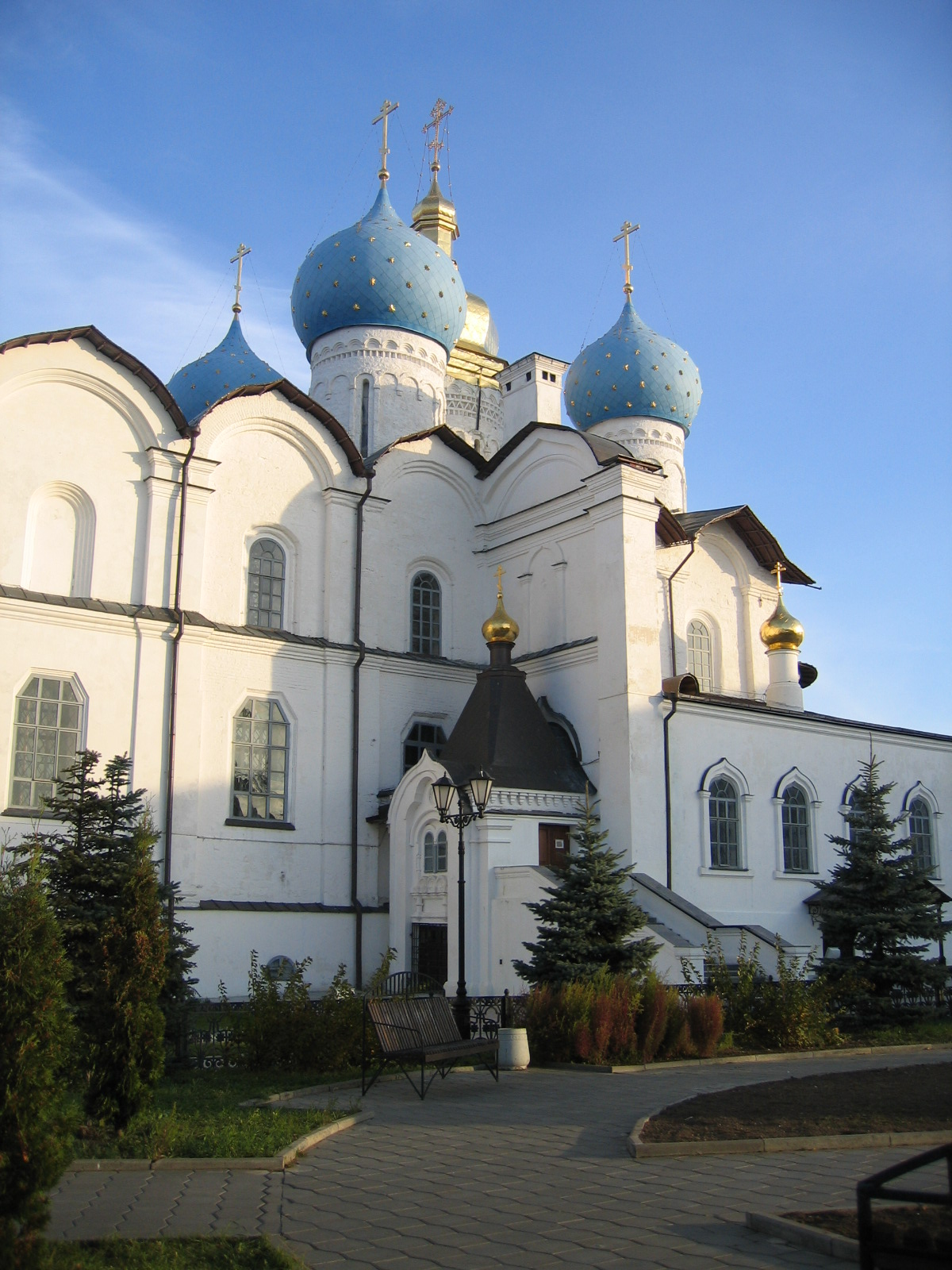

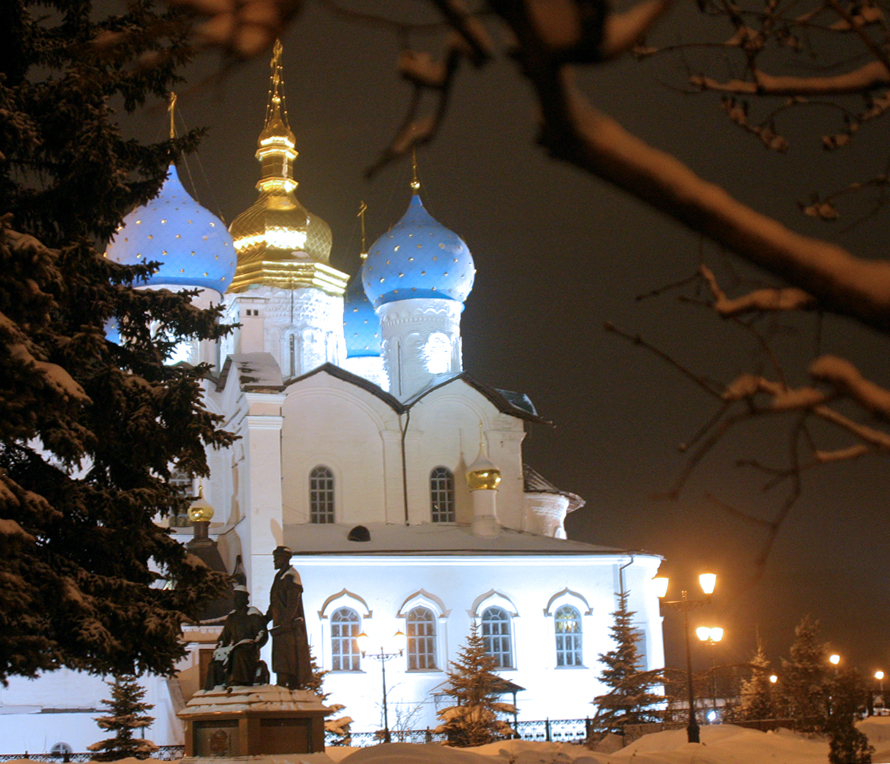
Chrám Zvěstování v noci

Chrám Zvěstování v Kazaňském kremlu (rusky Благовещенский собор Kазанского кремля) je hlavním pravoslavným chrámem města Kazaň a kazaňského Kremlu. V letech 1552 až 1918 byl hlavním katedrálním chrámem kazaňské pravoslavné eparchie.

## Historie
Po dobytí Kazaně ruskými vojsky pod vedením cara Ivana IV. Hrozného se Kazaň stala součástí Ruského impéria. V té doby převážně muslimském tatarském městě se začaly stavět chrámy, připomínající víru ruského dobyvatele. Vznikaly tak pravoslavné kostely, mezi které patří i chrám Zvěstování. Ten se začal stavět v roce 1555 na místě staršího dřevěného chrámu, který postavil Ivan IV. Hrozný po dobytí Kazaně v roce 1552. Na stavbu bylo pozváno 80 pskovských mistrů, kteří pracovali pod vedením P. Jakovleva (hlavního architekta Chrámu Vasila Blaženého v Moskvě). Chrám byl dokončen a vysvěcen v roce 1562. Byl vybudován z bílého kamene a v jeho architektuře se spojují prvky Moskvy, Vladimíra a Pskova. Zdobí ho pět kupolí. Prostřední (ve stylu ukrajinského baroka) je pozlacená a symbolizuje Ježíše Krista. Čtyři modré symbolizují čtyři apoštoly. Na přelomu 16. a 17. století byla k chrámu ještě postavena i zvonice, která se nicméně nedochovala. Velké škody utrpěl chrám během požáru v roce 1815. Poté následovaly rozsáhlé rekonstrukce. V 19. století byl vyzdoben ikonopiscem Sofonovom. V roce 1925 byl chrám odebrán Ruské pravoslavné církvi; komunisté budovu dále využívali jako archiv.

### Současnost
Po rozpadu SSSR se stal chrám součástí památkové rezervace kazaňského kremlu. V roce 1995 byly zahájeny rozsáhlé rekonstrukční práce. 19. července 2005 Kazaňský arcibiskup Anastasius opět chrám vysvětil a od té doby se v něm konají pravidelné bohoslužby. Navštívil jej i Alexej II., Patriarcha Moskvy a celé Rusi.